# Мартин Вајнек
Мартин Вајнек је аустријски глумац, предузетник и винар, рођен 30. јуна 1964. године у Leobenу (Аустрија). Најпознатију улогу је остварио као Фриц Кунц у телевизијској серији Kommissar Rex.